# Rhyssa amoena
Rhyssa amoena är en stekelart som beskrevs av Johann Ludwig Christian Gravenhorst 1829. Rhyssa amoena ingår i släktet Rhyssa och familjen brokparasitsteklar. Inga underarter finns listade i Catalogue of Life.